# Elecciones municipales de 2023 en Ávila
Las elecciones municipales de 2023 se celebraron en Ávila el domingo 28 de mayo. Se eligieron los 25 concejales del pleno del Ayuntamiento de Ávila, a través de un sistema proporcional (método d'Hondt), con listas cerradas y un umbral electoral del 5 %.

## Candidaturas
Se presentaron inicialmente 8 candidaturas pero la Junta Electoral descartó la de Falange Española de las JONS por no subsnanar diversas irregularidades como el cumplimiento de la paridad, que obliga a tener al menos un 40% de componentes de la lista del mismo sexo. 
Las 7 candidaturas proclamadas fueron, según el orden de presentación, con el candidato a la alcaldía las de: Ciudadanos (Julia María Martín Velayos); Partido Popular (Alicia García Rodríguez); Por Ávila (Jesús Manuel Sánchez Cabrera); Nuestra Tierra (Josué Aldudo Batalla); Izquierda Unida-Podemos (Jimena Manteca Pérez); Partido Socialista Obrero Español (Eva Arias Aira) ; y Vox (José Manuel Lorenzo Serapio).

## Resultados
| Candidatura                              | Candidatura                              | Votos                   | %     | Escaños |  |
| ---------------------------------------- | ---------------------------------------- | ----------------------- | ----- | ------- |  |
|                                          | Por Ávila (XAV)                          | 11 075                  | 38,7  | 11      |  |
|                                          | Partido Popular (PP)                     | 7525                    | 26,07 | 7       |  |
|                                          | Partido Socialista Obrero Español (PSOE) | 4459                    | 15,45 | 4       |  |
|                                          | Vox (Vox)                                | 2869                    | 9,94  | 3       |  |
| Podemos-IU                               | Podemos-IU                               | 1398                    | 4,84  | 0       |  |
| Ciudadanos-Partido de la Ciudadanía (Cs) | Ciudadanos-Partido de la Ciudadanía (Cs) | 654                     | 2,26  | 0       |  |
| PNTAV                                    | PNTAV                                    | 536                     | 1,85  | 0       |  |
| Votos en blanco                          | Votos en blanco                          | 344                     |       | 0       |  |
| Votos válidos                            | Votos válidos                            | &&&&&&&&&&&&&&00.&&&&-0 |       | 0       |  |
| Votos nulos                              | Votos nulos                              | 388                     |       | 0       |  |